# Лавиано, Алессандро
Алессандро Лавиано (род. 2 апреля 1963 в Риме) — профессор, доцент кафедры Клинической медицины Университета Ла Сапиенца (Рим, Италия).

## Биография
Алессандро Лавиано получил медицинское образование в Университете Ла Сапиенца в 1988 году, куда он поступил в 1982 году и где также закончил ординатуру по направлениям «Внутренние болезни» в 1993 году и «Нефрология» в 1999 году.
В 1994 и 1995 годах доктор Лавиано работал в качестве научного сотрудника в лаборатории хирургического метаболизма на кафедре хирургии в Университете SUNY (штат Нью-Йорк, США).
В 2007 году А. Лавиано стал доцентом факультета в Университете Ла Сапиенца. В Университете SUNY доктор Лавиано сохраняет должность приглашенного научного сотрудника.
Он является рецензентом рамочных программ Европейской комиссии.
Помимо всего прочего, Алессандро Лавиано является председателем Комитета по образованию и клинической практике Европейского общества клинического питания и метаболизма (ESPEN) на 2010—2014 гг.

## Профессиональная и научная деятельность
Основные научные интересы доктора Лавиано лежат в области регулирования приема пищи при таких патологических состояниях, как анорексия, кахексия, булимия, ожирение. Особое значение А. Лавиано придает изучению роли активности мозга в патогенезе раковой анорексии и кахексии. В своих работах он также рассматривает влияние, последствия и лечение недостаточности питания, возникшей в ходе нахождения пациента в больнице, потенциальные выгоды, вытекающие из интеграции фармакологического и питательного подходов для лечения больных раком.
Исследования Алессандро Лавиано финансируются как из частных, так и государственных источников, в том числе и из Министерства научных исследований Италии.
На счету доктора около 130 публикаций в различных международных медицинских журналах.
Алессандро Лавиано входит в состав редколлегий нескольких международных медицинских рецензируемых журналов, в числе которых:
- «Британский журнал питания»[1];
- «Биофизикосоциальная медицина»[2];
- «Открытый журнал питания»[3].

В настоящее время он является:
- помощником редактора журнала «Клиническое Питание»[4];
- первым редактором «Британского журнала питания»;
- помощником редактора в журнале «Кахексия, саркопения и мышечная сила»[5].